# Championnat de République dominicaine de football 2019
Navigation
Édition précédente Édition suivante
La saison 2019 du championnat de République dominicaine de football est la cinquième édition de la Liga Dominicana, le championnat de première division en République dominicaine. Les onze meilleures équipes de l'île sont regroupées au sein d’une poule unique où elles s’affrontent à deux reprises au cours de chaque tournoi sous une forme Apertura/Clausura. Les quatre premiers se qualifient pour la phase finale de chacun des tournois, composée de demi-finales et finale. Il n'y a ni promotion, ni relégation en fin de saison.
C'est l'Atlético Pantoja, vainqueur du tournoi d'ouverture, qui est sacré cette saison après avoir battu le Cibao FC, vainqueur du tournoi de clôture, en grande finale. Il s’agit du second titre de champion de République dominicaine de l’histoire du club, après un premier succès en 2015.
L'Atlético Pantoja, en tant que champion national, et le Cibao FC, comme meilleure équipe au classement cumulé de la saison 2019, sont qualifiés pour le Championnat des clubs caribéens de la CONCACAF 2020.

## Les équipes participantes
Après une saison 2018 jouée avec douze équipes, la non-participation de l'Inter de Bayaguana, onzième de la dernière édition, réduit le nombre de participants à onze en 2019.
| \| Cibao San Francisco Vega Real O&M Pantoja Barcelona Moca Atlántico Jarabacoa Delfines del Este San Cristóbal \| Localisation des équipes engagées. |
| Cibao San Francisco Vega Real O&M Pantoja Barcelona Moca Atlántico Jarabacoa Delfines del Este San Cristóbal                                          |

| Équipe                    | Classement 2018 | Ville                      | Stade                               |
| ------------------------- | --------------- | -------------------------- | ----------------------------------- |
| Cibao FC                  | Champion        | Santiago de los Caballeros | Stade du Cibao FC                   |
| Atlético de San Francisco | Finaliste       | San Francisco de Macorís   | Stade Julián Javier                 |
| Atlético Vega Real        | 3e (Liguilla)   | La Vega                    | Stade olympique de La Vega          |
| Atlético Pantoja          | 4e (Liguilla)   | Saint-Domingue             | Stade olympique Félix-Sánchez       |
| Universidad O&M           | 5e (Liguilla)   | Saint-Domingue             | Stade olympique Félix-Sánchez       |
| Moca FC                   | 6e (Liguilla)   | Moca                       | Stade Complejo Deportivo Moca 86    |
| Atlántico FC              | 7e              | Puerto Plata               | Stade Leonel Plácido                |
| Jarabacoa FC              | 8e              | Jarabacoa                  | Stade olympique de La Vega          |
| Delfines del Este         | 9e              | La Romana                  | Stade panaméricain de San Cristóbal |
| Atlético San Cristóbal    | 10e             | San Cristóbal              | Stade panaméricain de San Cristóbal |
| Club Barcelona Atlético   | 12e             | Saint-Domingue             | Stade olympique Félix-Sánchez       |

Légende des couleurs
- Tenant du titre

## Compétition
Le barème utilisé pour établir le classement est le suivant :
- Victoire : 3 points
- Match nul : 1 point
- Défaite : 0 point

### Apertura

#### Saison régulière
| Rang | Équipe                    | Pts | J  | G | N | P | Bp | Bc | Diff |
| ---- | ------------------------- | --- | -- | - | - | - | -- | -- | ---- |
| 1    | Cibao FC T                | 26  | 10 | 8 | 2 | 0 | 22 | 5  | +17  |
| 2    | Jarabacoa FC              | 18  | 10 | 5 | 3 | 2 | 11 | 6  | +5   |
| 3    | Atlético Pantoja          | 17  | 10 | 5 | 2 | 3 | 19 | 9  | +10  |
| 4    | Moca FC                   | 16  | 10 | 4 | 4 | 2 | 8  | 5  | +3   |
| 5    | Atlético Vega Real        | 15  | 10 | 4 | 3 | 3 | 12 | 15 | -3   |
| 6    | Universidad O&M           | 13  | 10 | 3 | 4 | 3 | 15 | 9  | +6   |
| 7    | Atlético de San Francisco | 10  | 10 | 1 | 7 | 2 | 9  | 11 | -2   |
| 8    | Atlántico FC              | 8   | 10 | 0 | 8 | 2 | 8  | 11 | -3   |
| 9    | Club Barcelona Atlético   | 8   | 10 | 2 | 2 | 6 | 8  | 19 | -11  |
| 10   | Delfines del Este         | 7   | 10 | 1 | 4 | 5 | 10 | 17 | -7   |
| 11   | Atlético San Cristóbal    | 7   | 10 | 2 | 1 | 7 | 8  | 23 | -15  |

|  | Qualification pour les demi-finales |
|  | T : Tenant du titre                 |

#### Phase finale
Les quatre équipes qualifiées sont réparties dans le tableau final d'après leur classement général, le premier affrontant lors des demi-finales le quatrième et second affrontant le troisième. L'équipe la moins bien classée accueille lors du match aller et la meilleure lors du match retour.
En cas d'égalité sur la somme des deux matchs et en l'absence de la règle des buts marqués à l'extérieur, deux périodes de prolongations sont jouées et une séance de tirs au but a éventuellement lieu pour départager les deux équipes.

##### Tableau
|  | Demi-finales              | Demi-finales              | Demi-finales              | Demi-finales              |          |          | Finale                                                        | Finale                                                        | Finale                                                        | Finale                                                        |
|  |                           |                           |                           |                           |          |          |                                                               |                                                               |                                                               |                                                               |
|  | 22 et 30 juin 2019        | 22 et 30 juin 2019        | 22 et 30 juin 2019        | 22 et 30 juin 2019        |          |          | 6 juillet 2019, Stade du Cibao FC, Santiago de los Caballeros | 6 juillet 2019, Stade du Cibao FC, Santiago de los Caballeros | 6 juillet 2019, Stade du Cibao FC, Santiago de los Caballeros | 6 juillet 2019, Stade du Cibao FC, Santiago de los Caballeros |
|  | Cibao FC                  | Cibao FC                  | 2                         | 1                         |          |          | 6 juillet 2019, Stade du Cibao FC, Santiago de los Caballeros | 6 juillet 2019, Stade du Cibao FC, Santiago de los Caballeros | 6 juillet 2019, Stade du Cibao FC, Santiago de los Caballeros | 6 juillet 2019, Stade du Cibao FC, Santiago de los Caballeros |
|  | Cibao FC                  | Cibao FC                  | 2                         | 1                         |          |          | 6 juillet 2019, Stade du Cibao FC, Santiago de los Caballeros | 6 juillet 2019, Stade du Cibao FC, Santiago de los Caballeros | 6 juillet 2019, Stade du Cibao FC, Santiago de los Caballeros | 6 juillet 2019, Stade du Cibao FC, Santiago de los Caballeros |
|  | Moca FC                   | Moca FC                   | 0                         | 1                         |          |          | 6 juillet 2019, Stade du Cibao FC, Santiago de los Caballeros | 6 juillet 2019, Stade du Cibao FC, Santiago de los Caballeros | 6 juillet 2019, Stade du Cibao FC, Santiago de los Caballeros | 6 juillet 2019, Stade du Cibao FC, Santiago de los Caballeros |
|  | Moca FC                   | Moca FC                   | 0                         | 1                         | Cibao FC | Cibao FC | 0 (0)                                                         | 0 (0)                                                         |                                                               |                                                               |
|  | 3 et 29 juin 2019         |                           |                           |                           | Cibao FC | Cibao FC | 0 (0)                                                         | 0 (0)                                                         |                                                               |                                                               |
|  |                           |                           | Atlético Pantoja t. a. b. | Atlético Pantoja t. a. b. | 0 (3)    | 0 (3)    |                                                               |                                                               |                                                               |                                                               |
|  | Jarabacoa FC              | Jarabacoa FC              | Atlético Pantoja t. a. b. | Atlético Pantoja t. a. b. | 0 (3)    | 0 (3)    | 1                                                             | 0 (2)                                                         |                                                               |                                                               |
|  | Jarabacoa FC              | Jarabacoa FC              |                           |                           |          |          |                                                               | 0 (2)                                                         |                                                               |                                                               |
|  | Atlético Pantoja t. a. b. | Atlético Pantoja t. a. b. | 1                         | 0 (3)                     |          |          |                                                               |                                                               |                                                               |                                                               |
|  | Atlético Pantoja t. a. b. | Atlético Pantoja t. a. b. | 1                         | 0 (3)                     |          |          |                                                               |                                                               |                                                               |                                                               |

( ) = Tirs au but

##### Demi-finale
| Équipe       | Aller | Retour | Équipe           | Commentaire       |
| Cibao FC     | 2-0   | 1-1    | Moca FC          |                   |
| Jarabacoa FC | 1-1   | 0-0    | Atlético Pantoja | Tirs au but : 2-3 |

##### Finale
| 6 juillet 2019              | Cibao FC          | 0 - 0                                | Atlético Pantoja | Stade du Cibao FC, Santiago de los Caballeros |
|                             |                   | (0 - 0, 0 - 0, 0 - 0)                |                  |                                               |
|                             | Rapport           |                                      |                  |                                               |
| Angong · Hérold Jr. · Pérez | Tirs au but 0 - 3 | Marisi · Rosado · Martínez · Rossell |                  |                                               |

L'Atlético Pantoja est qualifié pour la finale nationale.

### Clausura

#### Saison régulière
| Rang | Équipe                    | Pts | J  | G | N | P  | Bp | Bc | Diff |
| ---- | ------------------------- | --- | -- | - | - | -- | -- | -- | ---- |
| 1    | Cibao FC T                | 22  | 10 | 7 | 1 | 2  | 17 | 10 | +7   |
| 2    | Atlético Vega Real        | 18  | 10 | 5 | 3 | 2  | 16 | 7  | +9   |
| 3    | Atlético San Cristóbal    | 18  | 10 | 5 | 3 | 2  | 13 | 10 | +3   |
| 4    | Atlántico FC              | 16  | 10 | 4 | 4 | 2  | 10 | 8  | +2   |
| 5    | Delfines del Este         | 15  | 10 | 4 | 3 | 3  | 10 | 7  | +3   |
| 6    | Jarabacoa FC              | 15  | 10 | 4 | 3 | 3  | 10 | 9  | +1   |
| 7    | Atlético Pantoja          | 14  | 10 | 4 | 2 | 4  | 12 | 9  | +3   |
| 8    | Moca FC -1                | 13  | 10 | 3 | 5 | 2  | 10 | 12 | -2   |
| 9    | Universidad O&M           | 11  | 10 | 3 | 2 | 5  | 10 | 12 | -2   |
| 10   | Atlético de San Francisco | 8   | 10 | 2 | 2 | 6  | 6  | 16 | -10  |
| 11   | Club Barcelona Atlético   | 0   | 10 | 0 | 0 | 10 | 4  | 19 | -15  |

|  | Qualification pour les demi-finales |
|  | T : Tenant du titre                 |

#### Phase finale
Les quatre équipes qualifiées sont réparties dans le tableau final d'après leur classement général, le premier affrontant lors des demi-finales le quatrième et second affrontant le troisième. L'équipe la moins bien classée accueille lors du match aller et la meilleure lors du match retour.
En cas d'égalité sur la somme des deux matchs et en l'absence de la règle des buts marqués à l'extérieur, deux périodes de prolongations sont jouées et une séance de tirs au but a éventuellement lieu pour départager les deux équipes.

##### Tableau
|  | Demi-finales           | Demi-finales           | Demi-finales           | Demi-finales           |          |          | Finale                                                         | Finale                                                         | Finale                                                         | Finale                                                         |
|  |                        |                        |                        |                        |          |          |                                                                |                                                                |                                                                |                                                                |
|  | 19 et 27 octobre 2019  | 19 et 27 octobre 2019  | 19 et 27 octobre 2019  | 19 et 27 octobre 2019  |          |          | 2 novembre 2019, Stade du Cibao FC, Santiago de los Caballeros | 2 novembre 2019, Stade du Cibao FC, Santiago de los Caballeros | 2 novembre 2019, Stade du Cibao FC, Santiago de los Caballeros | 2 novembre 2019, Stade du Cibao FC, Santiago de los Caballeros |
|  | Cibao FC               | Cibao FC               | 1                      | 1                      |          |          | 2 novembre 2019, Stade du Cibao FC, Santiago de los Caballeros | 2 novembre 2019, Stade du Cibao FC, Santiago de los Caballeros | 2 novembre 2019, Stade du Cibao FC, Santiago de los Caballeros | 2 novembre 2019, Stade du Cibao FC, Santiago de los Caballeros |
|  | Cibao FC               | Cibao FC               | 1                      | 1                      |          |          | 2 novembre 2019, Stade du Cibao FC, Santiago de los Caballeros | 2 novembre 2019, Stade du Cibao FC, Santiago de los Caballeros | 2 novembre 2019, Stade du Cibao FC, Santiago de los Caballeros | 2 novembre 2019, Stade du Cibao FC, Santiago de los Caballeros |
|  | Atlántico FC           | Atlántico FC           | 0                      | 0                      |          |          | 2 novembre 2019, Stade du Cibao FC, Santiago de los Caballeros | 2 novembre 2019, Stade du Cibao FC, Santiago de los Caballeros | 2 novembre 2019, Stade du Cibao FC, Santiago de los Caballeros | 2 novembre 2019, Stade du Cibao FC, Santiago de los Caballeros |
|  | Atlántico FC           | Atlántico FC           | 0                      | 0                      | Cibao FC | Cibao FC | 3                                                              | 3                                                              |                                                                |                                                                |
|  | 20 et 26 octobre 2019  |                        |                        |                        | Cibao FC | Cibao FC | 3                                                              | 3                                                              |                                                                |                                                                |
|  |                        |                        | Atlético San Cristóbal | Atlético San Cristóbal | 0        | 0        |                                                                |                                                                |                                                                |                                                                |
|  | Atlético Vega Real     | Atlético Vega Real     | Atlético San Cristóbal | Atlético San Cristóbal | 0        | 0        | 2                                                              | 1                                                              |                                                                |                                                                |
|  | Atlético Vega Real     | Atlético Vega Real     |                        |                        |          |          |                                                                | 1                                                              |                                                                |                                                                |
|  | Atlético San Cristóbal | Atlético San Cristóbal | 3                      | 2                      |          |          |                                                                |                                                                |                                                                |                                                                |
|  | Atlético San Cristóbal | Atlético San Cristóbal | 3                      | 2                      |          |          |                                                                |                                                                |                                                                |                                                                |

##### Demi-finale
| Équipe             | Aller | Retour | Équipe                 | Commentaire |
| Cibao FC           | 1-0   | 1-0    | Atlántico FC           |             |
| Atlético Vega Real | 2-3   | 1-2    | Atlético San Cristóbal |             |

##### Finale
| 2 novembre 2019 | Cibao FC                              | 3 - 0   | Atlético San Cristóbal | Stade du Cibao FC, Santiago de los Caballeros |  |
|                 | Romero 69e · Rauhofer 86e · Pérez 90e | (0 - 0) |                        |                                               |  |
|                 | Rapport                               |         |                        |                                               |  |

Le Cibao FC est qualifié pour la finale nationale.

### Finale nationale
| Aller           | Atlético Pantoja | 1 - 2   | Cibao FC                   | Stade olympique Félix-Sánchez, Saint-Domingue |  |
| 9 novembre 2019 | Espinal 39e      | (1 - 0) | 90+2e Pérez · 90+4e García |                                               |  |
| 9 novembre 2019 | Rapport          |         |                            |                                               |  |

| Retour           | Cibao FC                              | 0 - 1                 | Atlético Pantoja                 | Stade du Cibao FC, Santiago de los Caballeros |  |
| 24 novembre 2019 |                                       | (0 - 1, 0 - 1, 0 - 1) | 33e Saint-Vil                    |                                               |  |
| 24 novembre 2019 | Rapport                               |                       |                                  |                                               |  |
| 24 novembre 2019 | Pierre · Hérold Jr. · García · Romero | Tirs au but 2 - 4     | Marisi · Rosado · Jiménez · Ossa |                                               |  |

| Vainqueur de la Liga Dominicana 2019 Atlético Pantoja 2e titre |

### Classement cumulé
| Rang | Équipe                    | Pts | J  | G  | N  | P  | Bp | Bc | Diff |
| ---- | ------------------------- | --- | -- | -- | -- | -- | -- | -- | ---- |
| 1    | Cibao FC T C              | 48  | 20 | 15 | 3  | 2  | 39 | 15 | +24  |
| 2    | Atlético Vega Real        | 33  | 20 | 9  | 6  | 5  | 28 | 22 | +6   |
| 3    | Jarabacoa FC              | 33  | 20 | 9  | 6  | 5  | 21 | 15 | +6   |
| 4    | Atlético Pantoja C        | 31  | 20 | 9  | 4  | 7  | 31 | 18 | +13  |
| 5    | Moca FC -1                | 29  | 20 | 7  | 9  | 4  | 17 | 15 | +2   |
| 6    | Atlético San Cristóbal    | 25  | 20 | 7  | 4  | 9  | 21 | 33 | -12  |
| 7    | Universidad O&M           | 24  | 20 | 6  | 6  | 8  | 25 | 21 | +4   |
| 8    | Atlántico FC              | 24  | 20 | 4  | 12 | 4  | 18 | 19 | -1   |
| 9    | Delfines del Este         | 22  | 20 | 5  | 7  | 8  | 20 | 24 | -4   |
| 10   | Atlético de San Francisco | 18  | 20 | 3  | 9  | 8  | 15 | 27 | -12  |
| 11   | Club Barcelona Atlético   | 8   | 20 | 2  | 2  | 16 | 12 | 38 | -26  |

|  | Qualification le Championnat des clubs caribéens de la CONCACAF 2020 |
|  | T : Tenant du titre C Vainqueur d'un des deux tournois de la saison  |

## Statistiques

### Meilleurs buteurs
Voici un tableau des meilleurs buteurs du championnat lors de l'édition 2019.
| Rang | Nom             | Équipe             | Buts |
| 1    | Pablo Marisi    | Atlético Pantoja   | 13   |
| 2    | Dorny Romero    | Cibao FC           | 11   |
| 3    | Facundo Perassi | Atlético Vega Real | 10   |
| 3    | Jamesley Daniel | Universidad O&M    | 10   |

## Bilan de la saison
| Championnat de République dominicaine de football 2019 |                             |
| Champion                                               | Atlético Pantoja (2e titre) |
| Dauphin                                                | Cibao FC                    |
| Qualifications continentales                           |                             |
| Championnat des clubs caribéens de la CONCACAF 2020    | Atlético Pantoja            |
| Championnat des clubs caribéens de la CONCACAF 2020    | Cibao FC                    |
| Promotions et relégations                              |                             |
| Promus en Liga Dominicana                              | Aucun                       |
| Relégués                                               | Aucun                       |